# Pareidolie

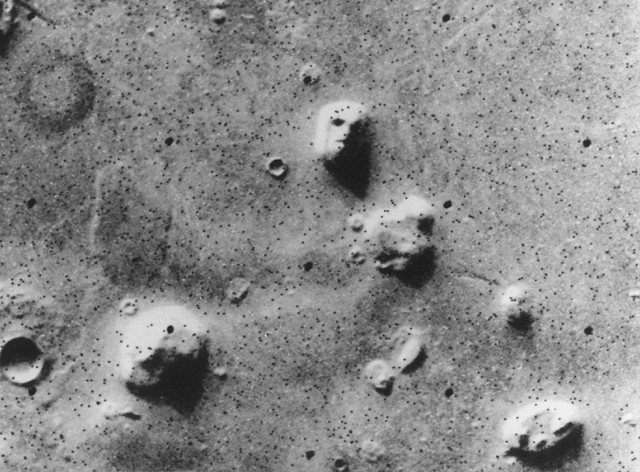
het gezicht op Mars, een pareidolie

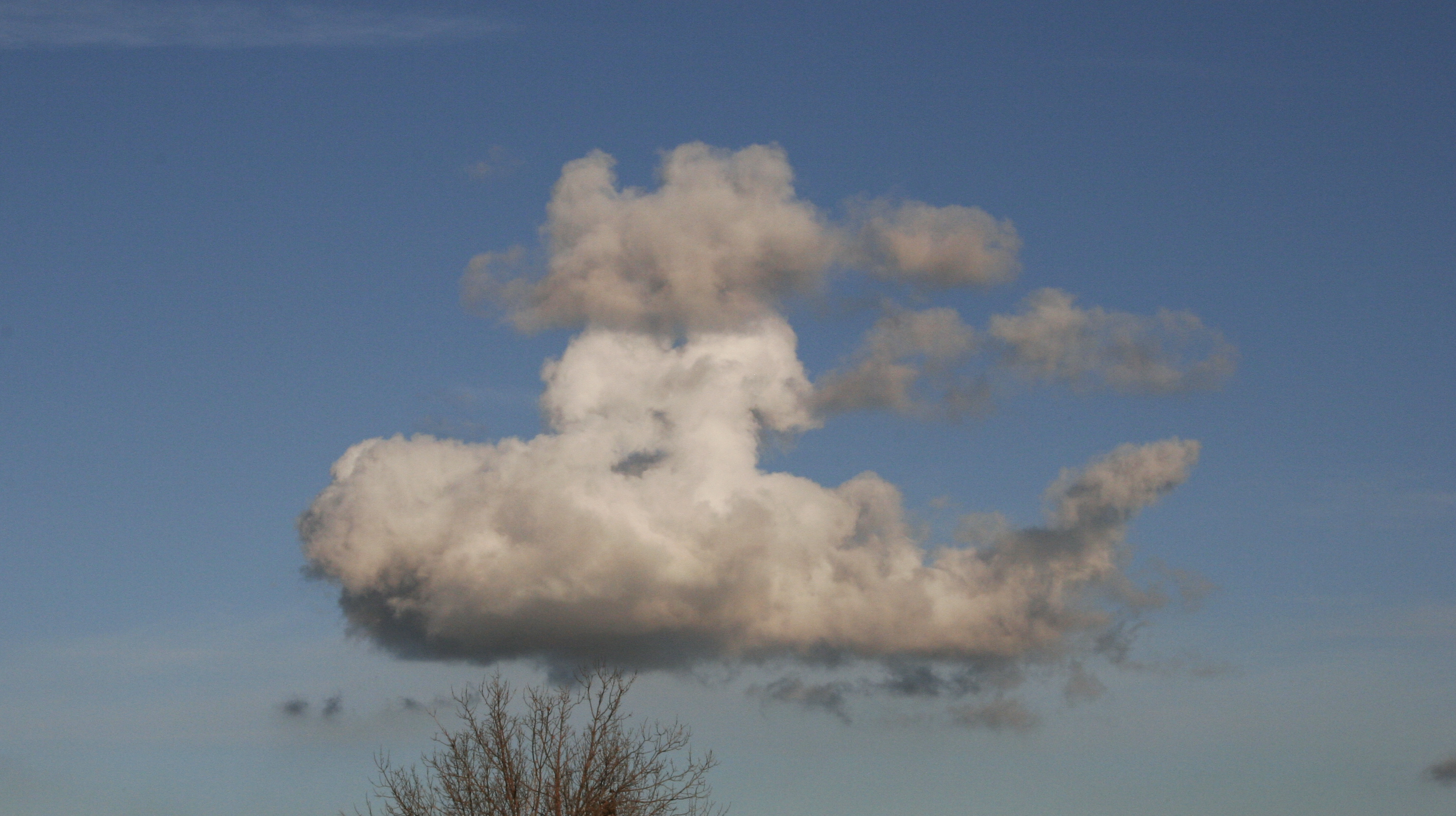
Duikboot of haai?

Pareidolie of pareidolia is een psychisch verschijnsel, een vorm van illusie waarbij iemand een zodanige interpretatie van onduidelijke of willekeurige waarnemingen heeft, dat hij hierin herkenbare dingen meent waar te nemen. De naam is afkomstig van het Griekse para (naast) en eidolon (beeld). 

## Patroonherkenning
De reden voor het verschijnsel ligt er waarschijnlijk in dat de hersenen behoefte hebben aan het leggen van verbanden tussen verschillende elementen, ook als deze er eigenlijk niet zijn. Hierbij moet vooral gedacht worden aan het herkennen van patronen die op gevaar kunnen wijzen, zoals het silhouet van een roofdier. De kosten van het zien van te veel gevaar (een fout-positief) zijn gering ten opzichte van het niet zien van een gevaar - dit kan iemand het leven kosten. Pareidolie ontstaat dus uit fout-positieven van de menselijke patroonherkenning. Het is een vrij alledaags verschijnsel, dat niet met hallucinaties verward moet worden. 

## Voorbeelden van pareidolie
Bekende voorbeelden van pareidolie zijn het zien van gezichten of dieren in de wolken of het zien van het mannetje in de maan. Bij de 9/11-aanslag op het WTC in 2001 werd gerapporteerd dat mensen het gezicht van de duivel in een wolk hadden gezien. Ook kon men op een pakje Camel-sigaretten het beeld van Manneken Pis zien. In 1954 werd een serie Canadese dollarbiljetten uit de omloop gehaald, omdat men er het hoofd van een demon in meende te zien.

#### Jolly Roger zonder gekruiste botten
Een kleine witte pareidolie, gelijkend op het grijnzend gezicht van een Jolly Roger (zonder gekruiste botten) is te vinden in drie Hasselblad foto's genomen tijdens de zesde en laatste bemande maanmissie van het Apolloprogramma (Apollo 17) in december 1972. Deze pareidolie bevindt zich op het achterste gedeelte van de Lunar Roving Vehicle (LRV), zichtbaar in foto's AS17-146-22345, 22346, en 22347 (Hasselblad Magazine F).

## Auditieve pareidolie
Het verschijnsel kan zich ook in auditieve vorm voordoen. Men kan bijvoorbeeld stemmen horen in het geluid van allerlei apparaten of in het geruis op geluidsbanden. Een bijzondere vorm van auditieve pareidolie is dat men berichten denkt te horen, zoals het nachtelijk gespin (van niet aanwezige katten) of in (vrijwel altijd vermeend opzettelijk) achterwaarts gespeelde grammofoonplaten. Dit heeft een grote rol gespeeld in de snel groeiende populariteit van de complottheorie dat Beatles-bassist Paul McCartney in 1966 zou zijn omgekomen en sindsdien werd vervangen door een dubbelganger (Paul is dead). Veel "aanwijzingen" die men zag op Beatles-albumhoezen en hoorde in liedjes zouden dit moeten aantonen.

## Rorschachtest
Bij psychologisch onderzoek werd vroeger gebruikgemaakt van de inmiddels verouderde rorschachtest, waarbij iemand herkenbare patronen ziet in willekeurig gevormde inktvlekken.

## Telescopisch waarneembare pareidolie op de maan
Maanwaarnemers met telescopen zijn zich bewust van het bestaan van velerlei pareidolie op het maanoppervlak. Deze pareidolie waren, en zijn nog steeds, de oorzaak van het geloof dat er zich kunstmatige bouwwerken en dergelijke op de maan bevinden. Veel heeft te maken met de manier hoe het zonlicht het chaotisch uitziende maanoppervlak beschijnt. Tijdens opkomende en ondergaande zon zijn allerlei schijnbaar geometrisch gevormde structuren te zien, die doen vermoeden dat ze door intelligente wezens werden gebouwd.

#### Giovanni Domenico Cassini's maanmeisje
Kort na de lokale zonsopkomst kan omstreeks Sinus Iridum en het halfcirkelvormige Juragebergte, ter hoogte van Promontorium Heraclides (de zuidelijke uitloper van het Juragebergte) met enige verbeelding het hoofd van een meisje gezien worden. Dat is althans wat Giovanni Domenico Cassini (1625-1712) meende te zien toen hij de maan waarnam. Hij heeft dat "maanmeisje" ook weergegeven op de door hem ontworpen maankaart van 1679.

#### Julius Heinrich Franz's draak op de maan
Julius Heinrich Franz (1847-1913), de onderzoeker van de randgebieden van de naar de aarde toegekeerde kant van de maan, vergeleek het gebied van de kleine donkere mare gebiedjes ten oostnoordoosten van Mare Crisium met een draak, een zeemonster of een zeeslang. Hij gaf aan kleine onderdelen van zijn maandraak de benamingen Drachenauge, Drachenkamm, Zungenspitze, Schwanzende. Tegenwoordig is dit gebied bekend als Mare Anguis, de slangenzee, en kan met elk type amateurtelescoop worden waargenomen.

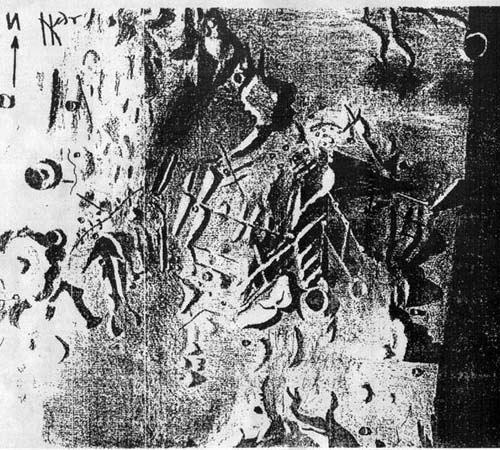
De 'Maanstad'

#### Franz von Paula Gruithuisen's maanstad
Franz von Paula Gruithuisen (1774-1852) meende een maanstad te hebben ontdekt ten noorden van de krater Schröter en deed daarmee o.a. de maanwaarnemers Schwabe en Von Schenk betreffend gebied onderzoeken om er vergelijkbare tekeningen van te maken. Hoge-resolutiefoto's afkomstig van het Lunar Orbiterprogramma en van de Lunar Reconnaissance Orbiter tonen echter aan dat er van een stad en van bouwwerken helemaal geen sprake is.

#### Johann Nepomuk Krieger's en Rudolf König'sSchneckenberg
Ten noorden van de krater Hyginus (zuidoostelijk van Mare Vaporum) meenden de selenografen Johann Nepomuk Krieger (1865-1902) en Rudolf König (1865-1927) een slakkenhuisvormige berg te hebben ontdekt en noemden deze formatie Schneckenberg. Hoge-resolutiefoto's afkomstig van de Lunar Orbiter en de Lunar Reconnaissance Orbiter laten zien dat er van enige slakkenhuisvorming geen sprake is.

#### Robert E. Curtiss' Maltezer kruis
Ten noordoosten van de sterk verweerde walvlakte Fra Mauro, in het complex Fra Mauro ζ (Fra Mauro zeta), ontdekte de maanwaarnemer Robert E. Curtiss een formatie die hem deed denken aan een Maltezer kruis. Dit kruis kan enkel waargenomen worden gedurende lokale zonsondergang (laatste kwartier fase).

#### Charles Wood'sLacus Risus Felis
Het gezicht van een grijnzende kat is te zien in vier donkere mare gebiedjes ten westen van Mare Marginis aan de oostelijke rand van de naar de aarde toegekeerde kant van de maan. De Amerikaanse vulcanoloog en maanwaarnemer Charles Wood noemt dit gebied Lacus Risus Felis (naar de Cheshire Cat uit Lewis Carroll's Alice's Adventures in Wonderland). Lacus Risus Felis kan met elk type amateurtelescoop worden waargenomen.

#### DeStag's horn mountainsaan Rupes Recta
Het zuidelijke uiteinde van de rechte wand (Rupes Recta) in het zuidoostelijke gedeelte van Mare Nubium toont een stelsel lage boogvormige heuvels waar menig maanwaarnemer het gewei van een hert in meende te zien. Dit stelsel kreeg dan ook de bijnaam Stag's horn mountains.

#### The Helmetten noorden van Agatharchides
Gedurende het Apolloprogramma werden tal van oppervlaktestructuren op de maan van bijnamen voorzien om ze vanuit omloop beter te herkennen. Zo kreeg het gebied net ten zuiden van de heuvel Herigonius eta, een honderdtal kilometer ten noorden van de verweerde krater Agatharchides, ten noordoosten van Mare Humorum, de bijnaam The Helmet (De Helm) omdat het volgens het personeel van de NASA opvallende gelijkenissen zou vertonen met een Formule 1 helm . Dit gebied, met een diameter van om en bij de 70 kilometer, kan vanaf de aarde met elk type telescoop worden waargenomen. Gedurende volle maan vertoont het zich als een iets lichter gebied omhuld door de donkerder uitziende omgeving van het zuidelijke gedeelte van Oceanus Procellarum.

#### Nog andere telescopische pareidolie op de maan
De brug van O'Neill tussen Promontorium Lavinium en Promontorium Olivium aan de westelijke rand van Mare Crisium, Barker's Quadrangle in het zuidoostelijk gedeelte van Mare Crisium, Mädler's Square aan de noordelijke rand van Mare Frigoris, Larrieu's dam aan de krater Polybius K, de Miyamori vallei tussen de kraters Lohrmann en Riccioli aan de westelijke rand van de maan.

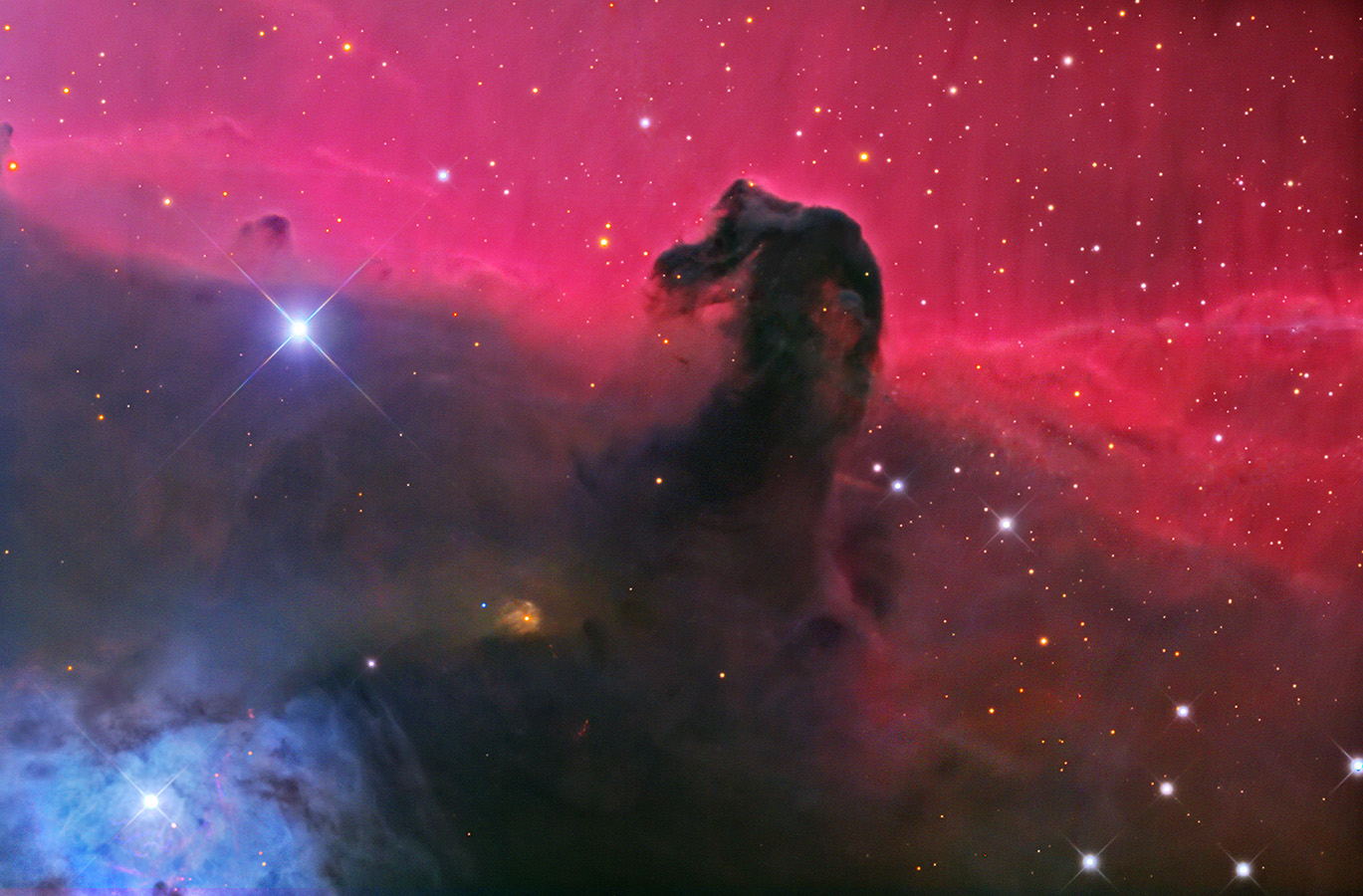
De Paardenkopnevel

## Gasnevels en pareidolie
Amateur astronomen geven aan waargenomen en gefotografeerde gasnevels in het melkwegstelsel allerlei bijnamen, meestal betrekking hebbende tot het merkwaardige uitzicht van en de vergelijking met levende wezens. Een bekend voorbeeld is de Paardenkopnevel in het sterrenbeeld Orion.

#### Heksenkopnevel
De reflectienevel NGC 1909 (IC 2118) in het sterrenbeeld Eridanus (Rivier) is, dankzij de opmerkelijke vorm ervan, bekend als de Heksenkopnevel.

#### Eskimonevel
De planetaire nevel NGC 2392 in het sterrenbeeld Tweelingen kreeg als bijnaam Eskimo-nevel omdat dit object veel lijkt op het gezicht van een eskimo omhuld door de kap van zijn parka. Ook menen tal van astronomen er het gezicht van een clown in te zien, en is dit object dan ook gekend als Clown faced nebula. Nog andere astronomen zien in deze planetaire nevel de kop van een leeuw (Lion nebula) of het gezicht van de Amerikaanse komiek W.C. Fields.

#### Gabriela Mistral nebula
Het complex NGC 3324 en IC 2599 in het zuidelijke sterrenbeeld Kiel bevat het nevelcomplex Gum 31 dat er volgens tal van amateur astronomen uitziet als het profiel van het gezicht van de Chileense dichteres Gabriela Mistral.

#### Het grote zwarte paard
Het sterrenbeeld Slangendrager herbergt een grote hoeveelheid donkere stofwolken, meer bepaald in het gedeelte van de melkweg dat doorheen dit sterrenbeeld loopt. De Amerikaanse astronoom Edward Emerson Barnard was een pionier in het waarnemen en catalogiseren van dat soort stofwolken. Het opmerkelijke silhouet van een immens uitziend zwart paard beeldt zich af in een grote verzameling van de zich in dit sterrenbeeld bevindende stofwolken. Engelstalige amateur astronomen en hemelfotografen kennen deze opmerkelijke figuur als de Great Dark Horse.

#### Kop van een dolfijn in de Grote Hond
Astrofotografisch verkregen beelden van het object Sharpless2-308 (Sh2-308) in het sterrenbeeld Grote Hond vertonen een sterke gelijkenis met de kop van een dolfijn onder water. Dit object is in de Engelstalige literatuur bekend als de Dolphin Head Nebula (Dolfijnkopnevel).

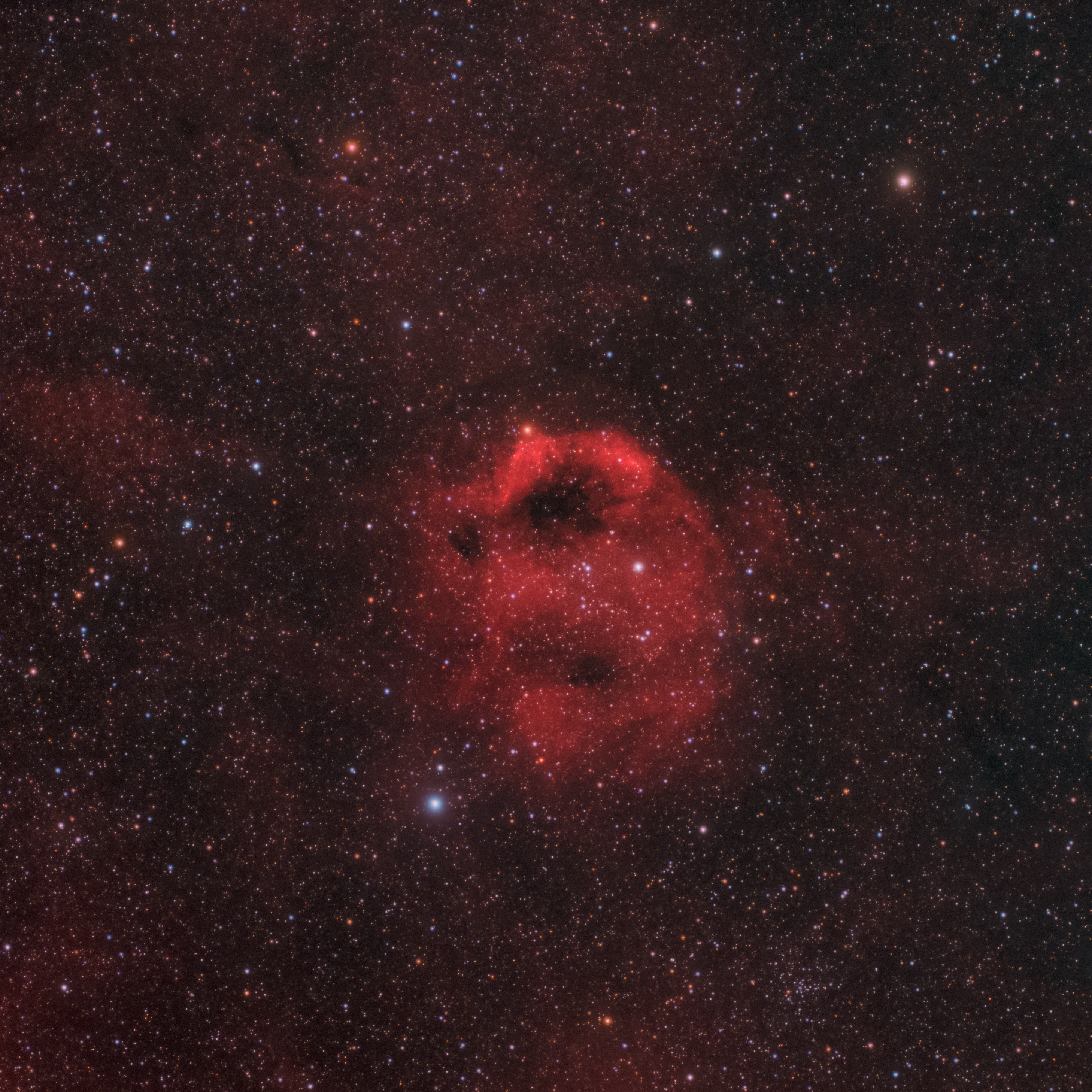
De 'Phantom of the Opera nebula'.

#### Spook van de opera-nevel
De nevelwolk Sharpless2-173 (Sh2-173) in het sterrenbeeld Cassiopeia toont een somber kijkend gezicht dat met gemak vergeleken kan worden met het masker uit Het Spook van de Opera. Deze nevelwolk kreeg dan ook de bijnaam Phantom of the Opera nebula.

#### Pinguïn met een ei
De elliptische sterrenstelsels NGC 2936 en NGC 2937 in het sterrenbeeld Waterslang worden wel eens vergeleken met een pinguïn en een ei, ofwel met een bruinvis.

#### Pac-Man-nevel
In NGC 281, een nevel in het sterrenbeeld Cassiopeia, zien veel astronomen het figuurtje Pac-Man uit het gelijknamige computerspelletje.

#### Noord-Amerikanevel
Het nevelcomplex NGC 7000 in het noordelijk deel van het sterrenbeeld Zwaan lijkt sterk op het continent Noord-Amerika.

#### California-nevel
NGC 1499, een nevel in het sterrenbeeld Perseus, lijkt volgens sommige astronomen op California.